# أولتام
ولتام بلدية تابعة لدائرة بوسعادة بولاية المسيلة في الجزائر. تقع بين بوسعادة وبن سرور يقطنها حوالي 16000 نسمة